# Белоусовка (Одесская область)
Белоу́совка (укр. Білоусівка) — село, относится к Савранскому району Одесской области Украины.
Население по переписи 2001 года составляло 89 человек. Почтовый индекс — 66233. Телефонный код — 4865. Занимает площадь 0,38 км². Код КОАТУУ — 5124381502.